# Rhenopyrgus
Rhenopyrgus — викопний рід голкошкірих тварин вимерлого класу Edrioasteroidea, що існував у ранньому палеозої. Рештки тварин знайдені в США (ордовицький період), Аргентині та Канаді (силурійський період), Франції та Німеччині (девонський період).

## Види
- Rhenopyrgus coronaeformis (Rievers, 1961)
- Rhenopyrgus grayae (Bather, 1915)
- Rhenopyrgus whitei Holloway and Jell, 1983
- Rhenopyrgus flos Klug et al., 2008
- Rhenopyrgus piojoensis Sumrall et al., 2012
- Rhenopyrgus viviani[1] Ewin et al., 2020